# Воскресенське (Гатчинський район)
Воскресенське (рос. Воскресенское) — село у Гатчинському районі Ленінградської області Російської Федерації.
Населення становить 306 осіб. Належить до муніципального утворення Кобринське сільське поселення.

## Географія
Населений пункт розташований на південній околиці міста Санкт-Петербурга.

## Історія
Згідно із законом від 16 грудня 2004 року № 113—оз належить до муніципального утворення Кобринське сільське поселення.

## Населення
| 1782 | 1795 | 1838 | 1862 | 1885 | 1928 | 1958 |
| ---- | ---- | ---- | ---- | ---- | ---- | ---- |
| 375  | ↗429 | ↗577 | ↘463 | ↘426 | ↗690 | ↘616 |
| 1997 | 2007 | 2010 | 2014 | 2017 |      |      |
| ↘157 | ↗197 | →197 | ↗217 | ↗306 |      |      |